# Punk Statik Paranoia
Punk Statik Paranoia es el tercer álbum de estudio del grupo estadounidense de metal industrial Orgy, lanzado el 24 de febrero de 2004.
El estilo del álbum se aleja del sonido del rock electrónico que estaba presente en Candyass y Vapor Transmission, inclinándose más hacia un sonido agresivo de nu metal similar a bandas como Korn y Linkin Park. También es el primer álbum de Orgy que presenta alaridos ocasionales.
Punk Statik Paranoia debutó en el puesto # 11, en Billboard Independent Albums Chart. El álbum vendió 5353 copias durante su primera semana de lanzamiento.

## Listado de canciones
1. "Beautiful Disgrace" – 4:13
2. "Vague" – 4:52
3. "Ashamed" – 4:03
4. "Make Up Your Mind" – 4:00
5. "Leave Me Out" – 3:53
6. "The Obvious" – 4:12
7. "Inside My Head" – 4:16
8. "Pure" – 3:47
9. "Can't Take This" – 4:15

## Créditos
- Mike Hegedus - Voz
- Bobby Hewitt - Batería
- Jermeal Hicks - Ingeniero
- Jeromy "Air Jer" Holding - Ingeniero
- Chris Landrum - Voz
- Kris Landrum - Voz
- John Magness - Sintetizador, batería
- Chris Rakestraw - Ingeniero
- Ryan Shuck - Voz, guitarra
- Doug Trantow - Ingeniero